# Ахенбах, Генрих Карл Юлиус фон
Генрих Карл Юлиус Ахенбах; с 1888 года — фон Ахенбах (нем. Heinrich Karl Julius von Achenbach; 1829—1899) — прусский политик и государственный деятель XIX века.

## Биография
Генрих Карл Юлиус фон Ахенбах родился 23 ноября 1829 года в городе Саарбрюккене. Изучал юриспруденцию в Берлинском и Боннском университетах, по окончании которых в 1851 поступил на государственную службу сначала по судебному, потом по горному ведомству.
С 1858 года состоял приват-доцентом в Боннском университете, а с 1860 года экстраординарным профессором. В это время он принял участие в основании газеты «Zeitschrift für Bergrecht» (Бонн, 1860), где до 1873 года им были размещены несколько статей.
Летом 1866 года Г. Ахенбах был вызван в Берлин и принят на службу в министерство торговли.
В 1872 году, когда Фальк получил портфель министра духовных дел, министра народного просвещения и медицинского ведомства, он назначил Ахенбаха младшим статс-секретарем в своем министерстве. В этой должности он был одним из главных сотрудников в издании важных церковно-политических законов, занимавших прусский ландтаг в заседаниях 1872—1873 гг.
Вскоре он был назначен младшим статс-секретарем министра торговли, промышленности и общественных работ, а 13 мая 1873 года сделался министром.
С 8 декабря 1873 до 19 сентября 1874 года правительство вручало Генриху Ахенбаху временно портфель сельскохозяйственного ведомства.
Его парламентская деятельность началась в 1866 году в прусской палате депутатов, где он примкнул к свободно-консервативной партии.
В январе 1874 года он был также выбран в германский рейхстаг депутатом от избирательного округа Зиген-Витгенштейн-Биденкопф, а осенью 1874 года он был назначен прусским уполномоченным в союзный совет.
В прусской палате депутатов 1876 года он энергично отстаивал государственно-железнодорожный проект Отто Бисмарка. Однако же позже у него вышли с последним несогласия относительно железнодорожного управления, и он подал в отставку.
30 марта 1878 года был уволен и назначен обер-президентом вновь устроенной Западно-Прусской провинции, а в 1879 году назначен бранденбургским обер-президентом. В 1887 году Ахенбах был избран почётным гражданином города Зиген.
Генрих Карл Юлиус фон Ахенбах скончался 19 июля 1899 года в городе Потсдаме.
В конце XIX — начале XX века на страницах Энциклопедического словаря Брокгауза и Ефрона так описывали политическую деятельность этого германского политика: «Как противник всяких бюрократических ограничений и стеснений, А. всегда оставался верен основному положению: содействовать возможно свободному развитию сил страны».